# Yuanyang
För andra betydelser, se Yuanyang (olika betydelser).

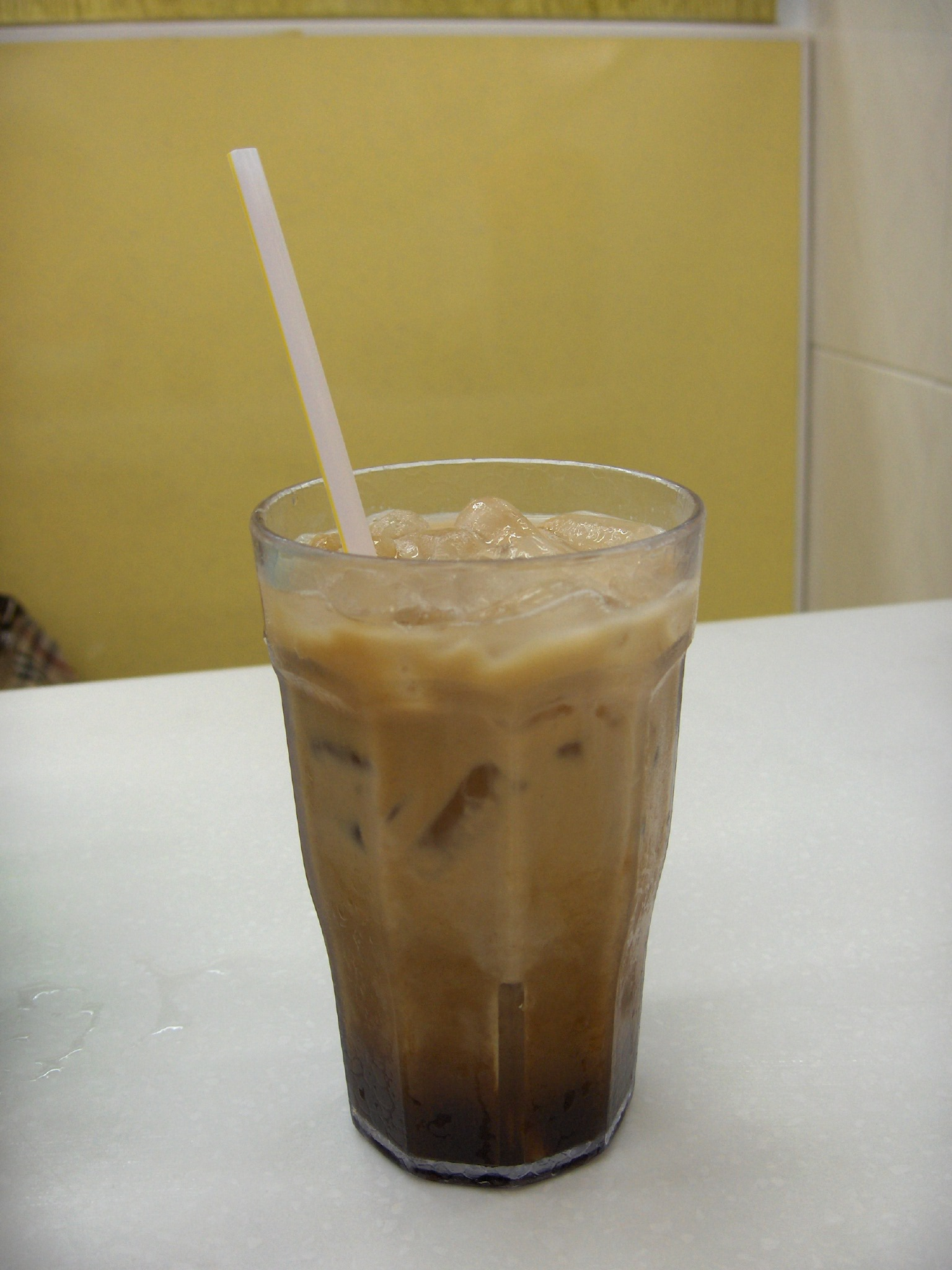
Yuanyang

Yuanyang (kinesiska: 鴛鴦), eller, på kantonesiska, Yuenyeung, är en i Hongkong mycket populär dryck som på senare år även spridit sig till andra större städer i Kina och Sydöstasien. Yuanyang betyder ordagrant mandarinand, i Kina en sinnebild för en bestående och lycklig förening av motsatser, i det här fallet mellan lika delar svart te och kaffe, med tillsats av kondenserad mjölk och, om man dricker den kall, is. På andra håll i Sydostasien går drycken också under den lika talande beteckningen half-half.